# Recopa Sul-Americana de 2017
A Recopa Sul-Americana de 2017, oficialmente COMEBOL Recopa 2017, foi a 24.ª edição do torneio realizado anualmente pela Confederação Sul-Americana de Futebol (CONMEBOL), disputado entre os vencedores dos dois principais torneios de clubes da América do Sul, a Copa Libertadores e a Copa Sul-Americana.
A edição de 2017 conta com a segunda participação da equipe colombiana Atlético Nacional, qualificada como campeã da Copa Libertadores da América de 2016, contra a Chapecoense, qualificada por ser campeã da Copa Sul-Americana de 2016. O primeiro jogo foi disputado em Chapecó, na Arena Condá, no dia 4 de abril de 2017, enquanto o segundo jogo aconteceu no Estádio Atanasio Girardot, em Medellín, em 10 de maio de 2017.
Na primeira partida a Chapecoense venceu o jogo por 2–1 em seus domínios, enquanto no jogo de volta o Atlético derrotou o time brasileiro por 4–1 e, devido ao maior saldo de gols, sagrou-se o campeão da competição.

## Participantes
| Clube             | Cidade   | Classificação                                   | Participação |
| ----------------- | -------- | ----------------------------------------------- | ------------ |
| Atlético Nacional | Medellín | Campeão da Copa Libertadores da América de 2016 | 2ª           |
| Chapecoense       | Chapecó  | Campeã da Copa Sul-Americana de 2016            | 1ª           |

## Bastidores
Os jogos serão disputados durante o ano após devido ao acidente do Voo LaMia 2933, no qual 19 jogadores Chapecoense e o técnico do clube morreram enquanto viajavam para disputar o primeiro jogo da Final da Copa Sul-Americana de 2016, que deveria ter sido disputado na casa do Atlético Nacional, no Estádio Atanasio Girardot, Medellín. Após o acidente, a CONMEBOL concedeu a Copa Sul-Americana de 2016 à Chapecoense, a pedido do Atlético Nacional. A tragédia produziu uma amizade entre os dois clubes: na noite programada do jogo original, Atlético Nacional realizou um memorial para as vítimas com uma presença de mais de 130.000 pessoas, incluindo o prefeito de Chapecó, um ato que os torcedores da Chapecoense agradeceram no encontro no Brasil.

## Formato
A Recopa Sudamericana é disputada em dois jogos, com o campeão da Copa Libertadores como mandante do segundo jogo. Se o resultado permanecer empatado no agregado dos dois jogos, a regra de gols fora não é usada, e uma prorrogação de 30 minutos será disputada. Se ainda assim o resultado permanecer empatado, a disputa de pênaltis é usada para determinar o vencedor.

## Partidas

### Primeiro jogo
| 4 de abril    | Chapecoense                          | 2 – 1     | Atlético Nacional | Arena Condá, Chapecó                     |
| 19:15 (UTC−3) | Reinaldo 23' (pen) · Luiz Otávio 73' | Relatório | 58' Torres        | Público: 19 005 Árbitro: PAR Mario Vivar |

| Chapecoense | Atl. Nacional |

| CHAPECOENSE:   |    |                     |     |     |
|                |    |                     |     |     |
| G              | 1  | Artur Moraes        |     |     |
| LD             | 22 | Apodi               | 76' |     |
| Z              | 3  | Douglas Grolli      |     | 46' |
| Z              | 4  | Nathan              |     |     |
| LE             | 6  | Reinaldo            |     |     |
| M              | 2  | João Pedro          |     |     |
| M              | 18 | Luiz Antônio        |     | 65' |
| M              | 8  | Andrei Girotto      |     |     |
| A              | 7  | Rossi               |     |     |
| A              | 10 | Túlio de Melo       |     | 72' |
| A              | 17 | Arthur              |     |     |
| Substituições: |    |                     |     |     |
| G              | 12 | Elias               |     |     |
| Z              | 16 | Diego Renan         |     |     |
| Z              | 21 | Luiz Otávio         |     | 46' |
| M              | 5  | Moisés Ribeiro      |     | 65' |
| M              | 19 | Osman Júnior        |     |     |
| A              | 9  | Wellington Paulista |     | 72' |
| A              | 11 | Niltinho            |     |     |
| Treinador:     |    |                     |     |     |
| Vagner Mancini |    |                     |     |     |

| ATLÉTICO NACIONAL: |    |                  |     |     |
|                    |    |                  |     |     |
| G                  | 25 | Franco Armani    |     |     |
| LD                 | 2  | Daniel Bocanegra | 22' |     |
| Z                  | 3  | Felipe Aguilar   |     |     |
| Z                  | 12 | Alexis Henríquez | 90' |     |
| LE                 | 19 | Farid Díaz       |     |     |
| M                  | 8  | Diego Arias      | 88' |     |
| M                  | 20 | Alejandro Bernal |     | 77' |
| M                  | 11 | Andrés Ibargüen  |     | 89' |
| M                  | 10 | Macnelly Torres  |     |     |
| A                  | 9  | Luis Carlos Ruiz |     |     |
| A                  | 17 | Dayro Moreno     |     | 71' |
| Substituições:     |    |                  |     |     |
| G                  | 1  | Cristian Bonilla |     |     |
| Z                  | 5  | Francisco Nájera |     |     |
| M                  | 14 | Elkin Blanco     |     |     |
| M                  | 18 | Aldo Ramírez     |     | 71' |
| M                  | 21 | Jhon Mosquera    |     | 77' |
| M                  | 23 | Edwin Velasco    |     |     |
| A                  | 7  | Arley Rodríguez  |     | 89' |
| Treinador:         |    |                  |     |     |
| Reinaldo Rueda     |    |                  |     |     |

| Bandeirinhas: Milcíades Saldívar Roberto Cañete Quarto árbitro: José Méndez |

Estatísticas
| Geral               | Chapecoense | Atlético Nacional |
| ------------------- | ----------- | ----------------- |
| Gols marcados       | 2           | 1                 |
| Posse de bola       | 33%         | 67%               |
| Finalizações totais | 8           | 5                 |
| Finalizações no gol | 5           | 1                 |
| Escanteios          | 6           | 6                 |
| Faltas cometidas    | 15          | 10                |
| Impedimentos        | 1           | 6                 |
| Passes              | 217         | 513               |
| Passes certos       | 185         | 433               |
| Passes errados      | 32          | 80                |
| Roubadas de bola    | 13          | 22                |
| Cartões amarelos    | 1           | 3                 |
| Cartões vermelhos   | 0           | 0                 |

### Segundo jogo
| 10 de maio    | Atlético Nacional                        | 4 – 1  | Chapecoense       | Estádio Atanasio Girardot, Medellín |
| 19:45 (UTC−5) | Dayro Moreno 1', 66' · Ibargüen 30', 79' | Súmula | 82' Túlio de Melo | Público: Árbitro: CHI Roberto Tobar |

| Atl. Nacional | Chapecoense |

| ATLÉTICO NACIONAL: |    |                  |     |       |
|                    |    |                  |     |       |
| G                  | 25 | Franco Armani    |     |       |
| LD                 | 2  | Daniel Bocanegra |     |       |
| Z                  | 5  | Francisco Nájera |     |       |
| Z                  | 12 | Alexis Henríquez |     |       |
| LE                 | 19 | Farid Díaz       |     |       |
| M                  | 8  | Diego Arias      |     | 90+1' |
| M                  | 18 | Aldo Ramírez     |     | 72'   |
| M                  | 11 | Andrés Ibargüen  | 56' | 90+3' |
| M                  | 10 | Macnelly Torres  |     |       |
| A                  | 30 | Arley Rodríguez  | 84' |       |
| A                  | 17 | Dayro Moreno     |     |       |
| Substituições:     |    |                  |     |       |
| G                  | 1  | Cristian Bonilla |     |       |
| M                  | 14 | Elkin Blanco     | 85' | 72'   |
| M                  | 15 | Nieto            |     | 90+1' |
| M                  | 20 | Alejandro Bernal |     |       |
| M                  | 23 | Edwin Velasco    |     |       |
| A                  | 9  | Luis Carlos Ruiz |     |       |
| A                  | 16 | Cristian Dájome  |     | 90+3' |
| Treinador:         |    |                  |     |       |
| Reinaldo Rueda     |    |                  |     |       |

| CHAPECOENSE:   |    |                     |         |     |
|                |    |                     |         |     |
| G              | 1  | Artur Moraes        |         |     |
| LD             | 2  | João Pedro          |         |     |
| Z              | 3  | Douglas Grolli      |         |     |
| Z              | 4  | Nathan              | 66'     |     |
| LE             | 6  | Reinaldo            | 29'     |     |
| M              | 5  | Moisés Ribeiro      | 45+1'   |     |
| M              | 8  | Andrei Girotto      | 57' 88' |     |
| M              | 18 | Luiz Antônio        |         | 46' |
| A              | 19 | Osman Júnior        |         |     |
| A              | 9  | Wellington Paulista |         | 81' |
| A              | 17 | Arthur              | 24'     | 76' |
| Substituições: |    |                     |         |     |
| G              | 12 | Elias               |         |     |
| LD             | 22 | Apodi               |         | 46' |
| Z              | 14 | Fabricio Bruno      |         |     |
| Z              | 16 | Diego Renan         |         |     |
| M              | 30 | Neném               |         |     |
| A              | 10 | Túlio de Melo       |         | 76' |
| A              | 11 | Niltinho            |         | 81' |
| Treinador:     |    |                     |         |     |
| Vagner Mancini |    |                     |         |     |

| Bandeirinhas: Marcelo Barraza Claudio Ríos Quarto árbitro: Jorge Osorio |

Estatísticas
| Geral               | Atlético Nacional | Chapecoense |
| ------------------- | ----------------- | ----------- |
| Gols marcados       | 4                 | 1           |
| Posse de bola       | 53%               | 47%         |
| Finalizações totais | 9                 | 9           |
| Finalizações no gol | 5                 | 1           |
| Escanteios          | 3                 | 7           |
| Faltas cometidas    | 15                | 10          |
| Impedimentos        | 3                 | 1           |
| Passes              | 314               | 242         |
| Passes certos       | 289               | 227         |
| Passes errados      | 25                | 25          |
| Roubadas de bola    | 13                | 22          |
| Cartões amarelos    | 3                 | 5           |
| Cartões vermelhos   | 0                 | 1           |

## Artilharia
| Gols | Jogador         | Time              |
| ---- | --------------- | ----------------- |
| 2    | Andrés Ibargüen | Atlético Nacional |
| 2    | Dayro Moreno    | Atlético Nacional |
| 1    | Luiz Otávio     | Chapecoense       |
| 1    | Reinaldo        | Chapecoense       |
| 1    | Túlio de Melo   | Chapecoense       |
| 1    | Torres          | Atlético Nacional |

## Premiação
| Recopa Sul-Americana de 2017          |
| Colômbia                              |
| ------------------------------------- |
| Atlético Nacional Campeão (1º título) |